# Ōe no Masafusa

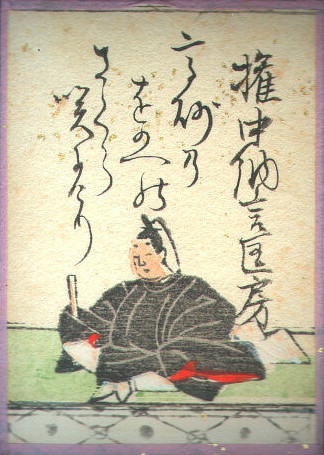
Ōe no Masafusa dans le Ogura Hyakunin Isshu.

Ōe no Masafusa est un nom japonais traditionnel ; le nom de famille (ou le nom d'école), Ōe no, précède donc le prénom (ou le nom d'artiste).
Ōe no Masafusa (大江匡房) (1041 - 7 décembre 1111) est un poète, érudit et courtisan kugyō japonais de la seconde moitié de l'époque de Heian. Il est petit-fils des poètes Ōe no Masahira et Akazome Emon. Son père est Ōe no Narihira, recteur du Daigaku-ryō, et sa mère est la fille de Tachibana no Takachika.  Son nom d'artiste est Gō no Sochi (江帥). Masafusa est surtout connu pour avoir écrit le Gōke Shidai qui est une des sources d'information historique les plus précieuses relativement aux fonctions publiques et aux cérémonials du XIe siècle.

## Biographie
Selon son autobiographie, il commence à apprendre à écrire à l'âge de 4 ans et à 11 ans est considéré comme un enfant prodige. À 18 ans, il a déjà appris la composition poétique au Daigaku-ryō. En 1060, il est nommé au rang de jugoi ce qui lui confère une charge au sein du shikibu-sho.
Il envisage de se retirer et de se faire moine bouddhiste mais Fujiwara Tsuneto parvient à l'en dissuader. Sur la proposition de Tsuneto, il décide de devenir serviteur du prince Takahito (futur empereur Go-Sanjo) et se voit nommé Gakushi Togu (précepteur) du prince impérial. Lorsque l'empereur Go-Sanjo monte sur le trône en 1068, Masafusa est promu goikurodo et en tant que membre du nakatsukasa-sho (ministère du centre), est ensuite nommé ushōben, il est en outre précepteur du prince Sadahito (futur empereur Shirakawa).
En 1073, à l'occasion de l'accession au trône de l'empereur Shirakawa, Masafusa devient son confident et est promu sadaiben, directeur du kageyushi et shikibu Taifu. En 1086, il est élevé au rang de jusanmi, en 1088 à celui de sangi et il est chūnagon en 1094. En 1098, il est affecté dazaigon no Sochi de la province de Tsukushi et le rang de junii lui est conféré. Il devient enfin ministre des finances en 1111 et meurt quelques mois plus tard.
Durant le règne de l'empereur Shirakawa, tant Masafusa que Fujiwara no Korefusa et Fujiwara no Tamefusa sont considérés ses meilleurs vassaux et reçoivent le surnom de Mae no San-fusa (前の三房), parce que les noms des trois s'écrivent avec le kanji fusa (房). Il est également vassal de l'empereur Go-Sanjo et entretient une relation amicale avec le régent kanpaku Fujiwara no Moromichi.

## Œuvres
Masafusa est regardé comme un grand érudit durant l'époque de Heian et ses compétences ne paraissent comparables qu'à celles de Sugawara no Michizane. Issu d'une famille d'érudits attachée au clan Ōe, il compose une considérable œuvre littéraire :
- Gōke Shidai (江家次第?), livre ;
- Gō-ki (江記?), journal ;
- Gōto Tokugan Monshū (江都督納言願文集?), compilation ;
- Kitsunebi-ki (狐媚記?), journal ;
- Rakuyō Dengaku-ki (洛陽田楽記?), livre ;
- Honchū Shinsenden (本朝神仙伝?) ;
- Zoku Honchō Ōjōden (続本朝往生伝?) ;
- Fusō Meigetsu-shū (扶桑明月集?), compilation ;
- Bonen-ki (暮年記?), autobiographie ;
- Shikyō-ki (詩境記?) ;
- Yūjoki (遊女記?), livre de poésie chinoise ;
- Kairaishiki (傀儡子記?) ;
- Honchū Mudai-shi (本朝無題詩?), livre de poésie chinoise ;
- Gō no Sochi-shū (江帥集?), compilation de poésie waka.

Masafusa participe à différents utaawase (concours de waka) en 1078 et 1094. Il paraît d'abord dans l'anthologie impériale Goshūi Wakashū. Dans le Shika Wakashū, il est le troisième poète avec le plus de poèmes retenus après Sone no Yoshitada et Izumi Shikibu. Masafusa est cité dans un relevé de conversations fait par Fujiwara no Sanekane et appelé Ōdanshō (江談抄). Un de ses poèmes est inclus dans l'anthologie poétique Ogura Hyakunin Isshu. Le poème no 194, Été, extrait du Recueil de poèmes des mille années est également cité dans la section 69 : De la manière d'utiliser les toponymes, des Notes Sans Titres de Kamo no Chomei.